# Stefan Gorski
Stefan Gorski (* 19. Juli 1991 in Wien) ist ein österreichischer Schauspieler.

## Leben
Stefan Gorski studierte ab 2012 Schauspiel am Wiener Max Reinhardt Seminar, das Studium schloss er 2016 ab. Rollenunterricht erhielt er bei Markus Meyer und Grazyna Dylag.
2012 war er an der Neuen Bühne Villach in Der junge Hitler von Franzobel in der Titelrolle zu sehen, 2014 verkörperte er in Elektra an der Tribüne Wien die Rolle des Orest. Im Rahmen der Verleihung des Nestroy-Theaterpreises 2014 war er in der Kategorie Bester Nachwuchs für seine Darstellung des Gavrilo Princip in 1914 – Zwei Wege in den Untergang von Nicolaus Hagg bei den Festspielen Reichenau nominiert, wo er auch 2015 in John Gabriel Borkman von Henrik Ibsen als Bankierssohn Erhart Borkman und 2016 in Die Katze auf dem heißen Blechdach von Tennessee Williams in der Rolle des Brick zu sehen war. Ebenfalls 2016 verkörperte er am Theater in der Josefstadt in der Uraufführung von Totes Gebirge von Thomas Arzt die Rolle des Nepomuk Elm.
Mit Beginn der Saison 2016/17 holte ihn Intendant Wilfried Schulz an das Düsseldorfer Schauspielhaus, wo er seitdem fest engagiert ist und unter anderem als Romeo in Romeo und Julia, als Mephisto in Faust (to go), als John Hale in Hexenjagd, als Ben im Bowie-Musical Lazarus, als Baron von Gaigern in Menschen im Hotel sowie als Damis in Tartuffe zu sehen war.
Im Juli 2020 stand er für Dreharbeiten zum ARD-Märchenfilm Helene, die wahre Braut aus der Reihe Sechs auf einen Streich vor der Kamera, in dem er an der Seite von Caroline Hellwig in der Titelrolle Prinz Lassmann verkörperte. Im Sommer 2021 drehte er für den ZDF-Fernsehfilm Rosenblüten im Sand aus der Reihe Inga Lindström, in dem er an der Seite von Nadine Menz die männliche Hauptrolle übernahm.
Seine zweite Muttersprache ist das Polnische, seine Eltern stammen ursprünglich aus Zakopane und übersiedelten Mitte der 1980er-Jahre nach Wien.

## Filmografie (Auswahl)
- 2011: Das Glück dieser Erde
- 2016: Stille Reserven (Kinofilm)
- 2016: Das Sacher (Fernsehzweiteiler)
- 2017: Tatort: Wehrlos (Fernsehreihe)
- 2018: Eter (Kinofilm)
- 2019: Capelli Code (Serie)
- 2020: Contra (Kinofilm)
- 2020: Sechs auf einen Streich: Helene, die wahre Braut (Fernsehfilm)
- 2020: Christmas in Vienna (Fernsehfilm)
- 2021: Inga Lindström: Rosenblüten im Sand (Fernsehreihe)
- 2022: Jeanny – Das 5. Mädchen (Fernsehfilm)
- 2022: Landkrimi – Steirerstern (Fernsehreihe)
- 2023: Ein ganzes Leben (Kinofilm)
- 2024: Die Toten vom Bodensee – Atemlos (Fernsehreihe)
- 2024: Landkrimi – Bis in die Seele ist mir kalt (Fernsehreihe)
- 2024: Universum – Verfolgte Liebe – Die Männer mit dem Rosa Winkel (Fernsehserie)
- 2024: Vienna Blood – Mephisto (Fernsehreihe)
- 2025: Unter anderen Umständen – Die einzige Zeugin (Fernsehreihe)
- 2025: Ohne jede Spur – Der Fall der Nathalie B. (Fernsehfilm)

## Auszeichnungen und Nominierungen
- 2024: Bayerischer Filmpreis 2023 in der Kategorie Bester Darsteller für Ein ganzes Leben[10]
- 2024: Österreichischer Filmpreis 2024 – Nominierung in der Kategorie Beste männliche Hauptrolle für Ein ganzes Leben[11]